# Spoorlijn 010 (Tsjechië)
Spoorlijn 010 is een van de belangrijkste spoorlijnen van Tsjechië. De lijn verzorgt een groot deel van de verbinding van Praag met het oosten van het land. Lijn 010 loopt van de stad Kolín, ongeveer zestig kilometer ten oosten van Praag, naar Česká Třebová, een stad in het oosten van de regio Pardubice. Onderweg worden onder andere de steden Přelouč, Pardubice, Choceň en Ústí nad Orlicí gepasseerd.

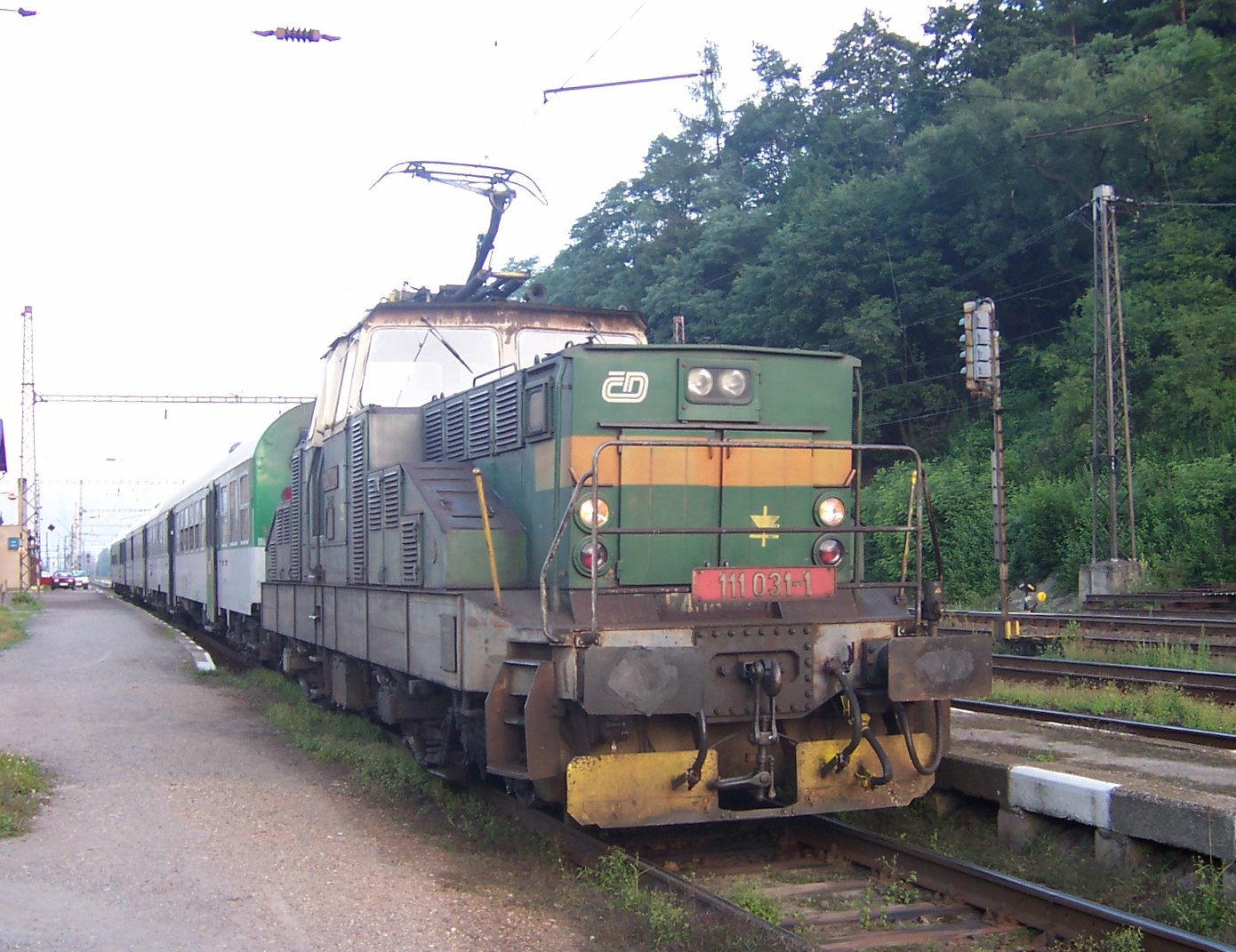
Locomotief bij Ústí nad Orlicí

Over het traject rijden verschillende stoptreinen en intercity's, waaronder de treinen van Praag naar Brno en van Praag naar Přerov. Daarnaast rijden er internationale treinen over lijn 010. Onder andere de EuroCity-treinen van Praag naar Krakau (Polen) en van Hamburg (Duitsland) naar Boedapest (Hongarije) en een internationale trein van Praag naar Bratislava (Slowakije) maken gebruik van de lijn. Deze laatste route wordt veel gereden door Pendolino's.
Officieel volgt lijn 010 de route (Praag -) Kolín - Česká Třebová. Het eerste gedeelte van de route (van Praag naar Kolín) heet spoorlijn 011 en hoort niet bij spoorlijn 010, maar wordt wel meegerekend in de kilometrering. Beginpunt station Kolín ligt daarmee eigenlijk op kilometer 62 van de route, en eindpunt station Česká Třebová op kilometer 164.
De eerste aanleg van sporen op het traject van de huidige lijn 010 vond al plaats in het jaar 1845. De opdracht voor de bouw werd gegeven door Kaiser-Ferdinands-Nordbahn en k.k. Nördliche Staatsbahn. Tegenwoordig is het beheer en de exploitatie van de sporen in handen van de České dráhy (Tsjechische (spoor)wegen) en de Staatsorganisatie voor spoorweginfrastructuur (SŽDC).